# 東京都立八王子拓真高等学校
東京都立八王子拓真高等学校（とうきょうとりつ はちおうじ たくしん こうとうがっこう 英: Tokyo Metropolitan Hachioji Takushin High School）は、東京都八王子市台町三丁目にある東京都立高等学校。

## 概要
東京都立第二商業高等学校の敷地内に設置された（なお、同校は本校開設に伴い、2010年に閉校）。
本校は三部制（昼夜間定時制）・三修制（単位制）・普通科の高等学校である。
定時制課程・普通科にⅠ部、Ⅱ部、Ⅲ部（夜間）が設置されている。
昼間部（Ⅰ・Ⅱ部）の一部には不登校経験のある生徒を対象とした「支援教育を行う普通学校」の一つ、チャレンジ枠もある。
三修制のため、修業年限は3年制と4年制がある。
開校前の仮称は八王子地区昼夜間定時制高等学校であった。

## 沿革
- 2007年4月 - 開学。

## 校歌
本校の校歌は2曲存在する。ギターデュオ「アコジィ」と同校の教師が共同制作した。
- 『果てなき道』作詞・作曲：大堀恵一（アコジィ）
- 『あなたの道』作詞・作曲：森田健二（アコジィ）

## 交通
出典 : 
電車
- JR中央線西八王子駅 徒歩8分
- 京王線山田駅 徒歩20分

バス
| 運行事業者     | 乗車駅       | 系統       | 下車停留所                  |
| -------------- | ------------ | ---------- | --------------------------- |
| 京王バス       | 京王八王子駅 | 山01       | 「西八王子駅入口」、徒歩7分 |
| 西東京バス     | 京王八王子駅 | 長81・長82 | 「西八王子駅入口」、徒歩7分 |
| 神奈川中央交通 | 相模湖駅     | 八07       | 「西八王子駅入口」、徒歩7分 |

## 著名な卒業生
- 佐々木尽 - プロボクサー